# Nam triều công nghiệp diễn chí
Nam triều công nghiệp diễn chí (chữ Hán: 南朝功業演志, Truyện kể về công lao sự nghiệp của Nam triều), còn gọi là Việt Nam khai quốc chí truyện (chữ Hán: 越南開國志傳, Truyện chí kể về Việt Nam mở nước) là một truyện dài lịch sử viết bằng chữ Hán của Nguyễn Khoa Chiêm viết vào khoảng thế kỷ 18. Tác phẩm còn có các tên gọi khác như Trịnh Nguyễn diễn chí, Mộng bá vương, Nam triều Nguyễn chúa khai quốc công nghiệp diễn chí, Hoàng triều khai quốc chí, Nam Việt chí, và Công nghiệp diễn chí.

## Bối cảnh biên soạn
Bản Trung Hầu Nguyễn Khoa Chiêm quê Hương Trà, nay thuộc Thừa Thiên-Huế. Ông làm quan dưới thời Minh vương Nguyễn Phúc Chu, công to được phong tước hầu. Tác phẩm Nam triều công nghiệp diễn chí được ông biên soạn vào khoảng năm 1719, được Dương Thận Trai đề tựa, Nguyễn Giản viết lời bạt và Dương Công Tòng nhuận chính rồi đổi tên thành Việt Nam khai quốc chí truyện.

## Nội dung
Truyện bắt đầu từ thời điểm Nguyễn Hoàng dẫn hơn một nghìn thủy quân vào đánh nhau với các tướng nhà Mạc để giành vùng Thuận Hóa năm 1558. Sau khi giành được vùng này, Nguyễn Hoàng vẫn giữ lễ phiên thần đối với vua Lê-chúa Trịnh nhưng vẫn âm thầm xây dựng cơ đồ ở phương Nam. Tiếp đến đời Nguyễn Hoàng là đời chúa Nguyễn Phúc Nguyên, nổ ra sự kiện Nguyễn Khải kéo 5.000 quân vào bờ bắc sông Nhật Lệ khai mào thời Trịnh-Nguyễn phân tranh trong lịch sử Việt Nam. Chúa Nguyễn củng cố thế đứng, thu nhận nhiều người từ Bắc Hà vượt sông vào, đương cự với chúa Trịnh liên tiếp tám lần đại chiến từ năm 1627 tới tận 1672; với nhiều nhân vật tài giỏi về quân sự-chính trị nổi lên như Đào Duy Từ, Nguyễn Hữu Tiến, Nguyễn Hữu Dật, chúa Trịnh Tráng, Trịnh Căn, Trịnh Tạc. Đánh nhau một khoảng thời gian dài đánh nhau không có kết quả, hai phe đi vào thế đình chiến.
Song song với miêu tả hai cuộc chiến, truyện còn miêu tả lại nhiều sự kiện đáng chú ý ở cả Đàng Ngoài và Đàng Trong. Nội bộ Đàng Ngoài, thường xuyên bất ổn với đủ vụ tranh chấp quyền vị trong nội bộ nhà chúa Trịnh và các vua Lê, các vụ mưu phản của thuộc tướng như Phạm Ngạn, Bùi Văn Khuê, các tướng họ Trịnh... Ở Đàng Trong là nhiều lần tranh chấp đổ máu trong nội bộ chúa Nguyễn, như chúa Nguyễn Phúc Nguyên với anh em ruột Phúc Hiệp và Phúc Trạch, chúa Nguyễn Phúc Lan với em mình là Nguyễn Phúc Anh và quá trình Nam tiến về Chân Lạp, Chiêm Thành của các chúa Nguyễn. Truyện không quên miêu tả cái nền dân chúng trong thời kỳ này với tình cảnh dân chúng bị buộc phải chiến đấu dưới ngọn cờ hai chúa, ảnh hưởng và sự tàn phá của chiến trận với nông nghiệp và bất ổn trong đời sống nhân dân.
Truyện kết vào khoảng năm 1689, đời Ngãi vương Nguyễn Phúc Tần.

## Lưu truyền và dịch thuật
Nguyên bản của tác phẩm có khoảng 8 tập, viết bằng chữ Hán. Ban đầu tác phẩm có tên là Nam triều công nghiệp diễn chí, sau được Dương Thận Trai đề tựa, Nguyễn Giản viết lời bạt rồi đổi tên thành Việt Nam khai quốc chí truyện.
Sử gia đầu tiên sử dụng tác phẩm này là Trịnh Hoài Đức, trong Gia Định thành thông chí ông có viết như thế này: "Nguyễn Bản Trung trong Nam Việt chí có viết: Nặc Ô Đài, Lê Quý Đôn Phủ Biên Tạp lục viết Nặc Đài". Nam Việt chí ở đây chính là Nam triều công nghiệp diễn chí. Về sau, trong quá trình biên soạn lịch sử của mình Quốc sử quán triều Nguyễn cũng dùng một bản của Nam triều công nghiệp diễn chí để biên soạn Đại Nam thực lục tiền biên, Đại Nam liệt truyện tiền biên, Khâm định Việt sử Thông giám Cương mục. Khoảng năm 1905-1906, một học giả pháp tên L.Cadière đã dùng một bản của Nam triều công nghiệp diễn chí tên là Việt Nam khai quốc chí truyện để tham khảo cho tập biên khảo Le mur de Đồng hới. Sau đó, một sử gia Pháp khác tên là Henri Maspéro mượn lại của L.Cadière rồi kiếm thêm một bản khác chép cho mình một bản hoàn chỉnh, bổ sung những chỗ bản L.Cadière còn chép sót, cũng dịp này ông có chép tặng cho Viện Viễn đông Bác Cổ ở Hà Nội một bản. Hai bản này hiện vẫn đang được lưu trữ ở Société asiatique (Thư viện Hội Á Châu), bản ở Viện Viễn đông Bác Cổ ở Hà Nội hiện Viện Nghiên cứu Hán Nôm vẫn còn giữ.
Năm 1986, dịch giả Ngô Đức Thọ tìm mấy bản để so sánh rồi dịch sang quốc ngữ lần đầu với tên "Trịnh-Nguyễn diễn chí". Không bao lâu sau, ở Viện Viễn Đông Bác cổ ở Paris, Giáo sư Trần Khánh Hạo đưa ra lại một nguyên bản Hán văn của Việt Nam khai quốc chí truyện in trong tập Tiểu thuyết Hán văn Việt Nam, dưới sự hiệu điểm 8 nhà văn bản học ở Đại học Văn hóa Trung Quốc tại Đài Bắc, nhóm này cũng có lưu lại một bản riêng. Ở Viện sử học cũng có lưu một bản từ dân chúng nhận được khoản năm 1955-1956, bản này có 4 tập (khoảng 404 tờ), tên đề Việt Nam khai quốc chí truyện nhưng đều ghi thêm tên phụ Hoàng triều khai quốc chí.
Các năm 1987, 1990, 1994, 2003; dịch giả Ngô Đức Thọ chỉnh sửa và xuất bản lại tác phẩm này, với tên lần lượt là Mộng bá vương (bản 1987 và 1990), Việt Nam khai quốc chí truyện (bản 1994) và cuối nhất lấy tên gốc là Nam triều công nghiệp diễn chí ở bản 2003.

## So sánh các bản
Nhìn chung, năm bản nguyên văn bằng chữ Hán (L.Cadière,bản Henri Maspéro, bản Viện sử học, bản Đài Loan ở Paris, và bản ở tại Đài Loan) đều có tên Việt Nam khai quốc chí truyện. Riêng bản ở Viện sử học có thêm tên phụ Hoàng triều khai quốc chí. Ở các quyển 2, 3, 8 của các bản này đều thiếu mất đoạn cuối; các bản Maspéro và Viện sử học không có quyển 3. Các chỗ bị thiếu được phỏng đoán là do việc người ta sao tác phẩm từ kiểu chương hồi tiểu thuyết sang kiểu sách lịch sử.
Về dị văn dị tự, các bản Maspéro, bản ở Đài Loan và bản Đài Loan ở Paris giống nhau chừng 51,7%. Các bản này có các chữ sai rõ rệt và đều đã được L.Cadière chỉnh sửa lại. Bản Maspéro và bản Viện Sử học thì có tách nhóm do Maspéro đính chính thêm ít chữ, ngoài ra còn có trường hợp dị văn tách hẳn thành ba nhón (dùng chữ khác nhau) nhưng tỉ lệ khá thấp khoảng 3%.

## Đánh giá
Từ điển văn học (bộ mới) nhận xét:
| “ | Đây có thể coi là tác phẩm mở đầu cho thể loại thiểu thuyết chương hồi Việt Nam thời trung đại. Tuy không tránh khỏi lối lượt thuật một cách dài dòng, nhân vật được miêu tả công thức, ngôn ngữ chưa được chú ý trau chuốt... nhưng nhiều sự kiện chính trị ở cả Đàng Trong và Đàng Ngoài có liên quan đến cuộc chiến, nhiều âm mưu phế lập, biến loạn, nhiều trận đánh lớn…được lượt thuật bằng phong cách kể chuyện chân xác, sinh động, tự nhiên và tương đối hấp dẫn. Trên nền những sự kiện lịch sử thế kỷ 16 – 17, thân thế, hành trang, tính cách của nhiều nhân vật lịch sử cũng hiện lên khá rõ. Ở một số trường hợp, tác giả đã sử dụng lời đối thoại để góp phần làm bộc lộ tính cách, mưu lược của nhân vật... Dưới mỗi sự việc có ý nghĩa, tác giả ghi một bài thơ thất ngôn bát cú bình luận, cảm thán, làm dịu đi không khí căng thẳng của chiến trận, góp phần đem lại ít nhiều sắc thái trữ tình cho tác phẩm... | ” |

Giáo sư Hoàng Xuân Hãn đánh giá:
| “ | Tôi không nhận sách này là một bộ sử chính quy, nhưng cũng không coi nó là một tiểu thuyết đơn thuần... Tôi nghĩ rằng về đại cương cũng như về chi tiết sách này khá đáng tin, nhất là về khoảng từ chúa Sãi (Nguyễn Phúc Nguyên) về sau... | ” |

Giáo sư Phan Khoang nhận xét:
| “ | Quyển Nam triều Nguyễn Chúa Khai quốc công nghiệp Diễn chí đáng ra là rất quý, vì là tác phẩm đồng thời với giai đoạn lịch sử chúng tôi nghiên cứu: ông Nguyễn Khoa Chiêm làm quan nhiều năm đời chúa Hiển Tông, từ chức Thủ hợp đến chức Tham chính Chánh đoán sự. Nhưng chúng tôi nhận thấy tác giả quá trọng thị phương diện văn chương, dùng văn chương để tô điểm nhiều quá thì e có khi che lấp sự thực đi chăng, vì vậy chúng tôi chỉ dùng tài liệu sách này một cách dè dặt: nhiều tình tiết có vẻ tiểu thuyết hóa thì chúng tôi chép lại ở phần "chú" | ” |